# Шахмаметьев, Алим Анвярович
Алим Анвярович Шахмаметьев (Alim Shakh) (1 июня 1975 г., Ленинград) — российский дирижёр. Главный дирижёр Филармонического камерного оркестра Новосибирской государственной филармонии. Проводил премьеры произведений композиторов: Б. Тищенко, В. Успенского, С. Слонимского, И. Рогалёва, Л. Резетдинова, А. Танонова, С. Нестеровой, Н. Мажара, Е. Петрова, Дж. Корильяно и др. Был удостоен «Премии общественного признания артиста» (Калифорния, США).

## Биография
В 1992 году окончил Хоровое училище имени М. И. Глинки. В 1998 году окончил Санкт-Петербургскую государственную консерваторию им. Н. А. Римского-Корсакова по специальности «Хоровое дирижирование». Педагог — профессор Фёдор Козлов. В 2001 году окончил Консерваторию по специальности «Оперно-симфоническое дирижирование». Педагог — профессор Илья Мусин (1904—1999).
С 2000 года преподает в Консерватории. В 2003 году стал дирижёром в Санкт-Петербургском театре музыкальной комедии.
В 2004 году руководил гастролями Концертного Камерного оркестра Санкт-Петербургской консерватории во Францию в рамках «Недели российской культуры» под патронажем Мориса Дрюона и президента Ж. Ширака.
В 2004 году станоится художественным руководителем Симфонического оркестра студентов Санкт-Петербургской консерватории.
С 2008 года — главный дирижёр Камерного оркестра Новосибирской государственной филармонии.
С 2012 года — художественный руководитель Большого симфонического оркестра Театра оперы и балета Санкт-Петербургской государственной консерватории.

## Творческие проекты

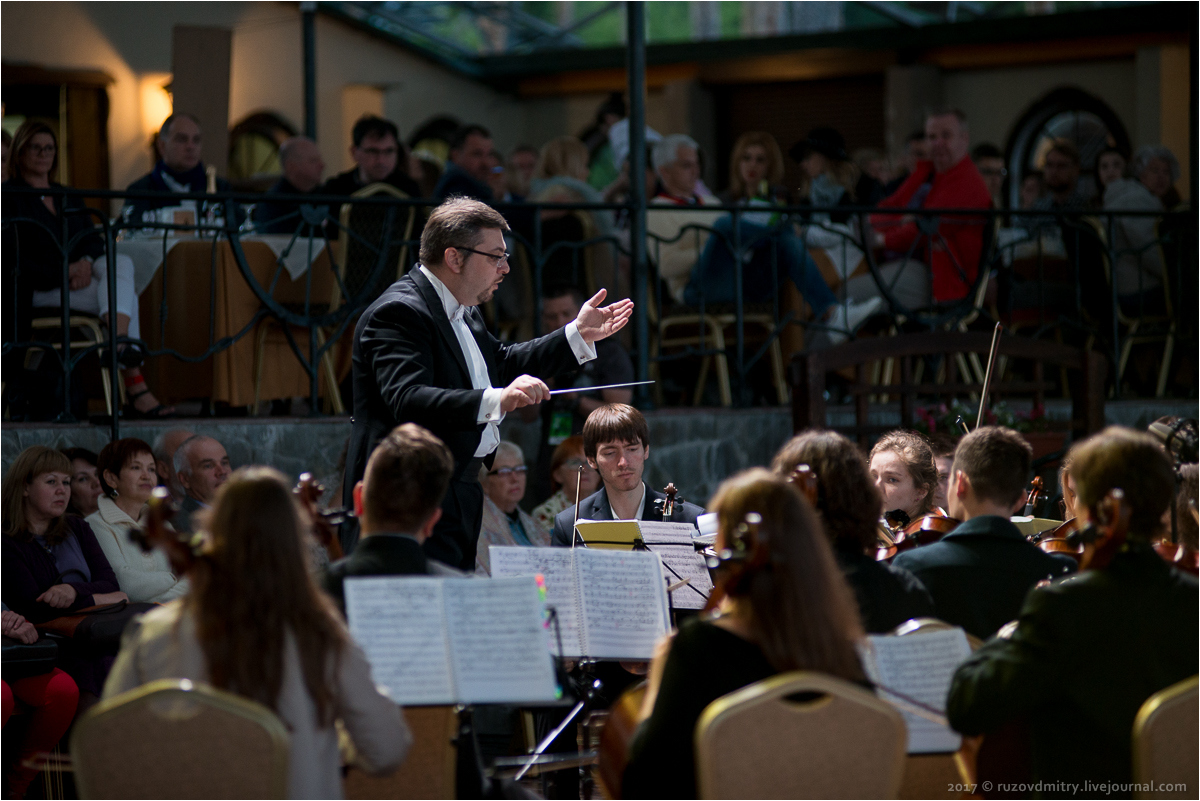
Алим Шахмаметьев на фестивале «Тремоло», 2017

- В 2001 году — постановка оперы Ж. Бизе «Кармен».
- В 2002 году — первые в России концерты Международного симфонического оркестра «Давайте делать музыку» (Let’s Make Music, Великобритания).
- В 2004 году — музыкальный руководитель и дирижёр оперетты И. Штрауса «Венские встречи», Санкт-Петербургский театр музыкальной комедии.
- В 2004 году — музыкальный руководитель и дирижёр оперы Дж. Пуччини «Богема» в Театре оперы и балета Санкт-Петербургской консерватории.
- В 2005 году — постановка оперетты Ф. Легара «Царевич».
- В 2005 году — один из соавторов нового направления в искусстве — «Синемафонии». Совместно с Тонино Гуэрра, Теодоро Ангелопулосом, Рудольфом Баршаем, Борисом Тищенко, Андреем Петровым[2]. Мировая премьера «Синемафонии» состоялась в Королевском Альберт-Холле в Лондоне.[источник не указан 1485 дней]
- В 2006 году — концерт с Симфоническим оркестром Петербургской филармонии (Д. Шостакович — «Симфония № 7»).
- В 2013 году — концерты в Бельгии с Камерным оркестром Новосибирской филармонии, в Musikaliska (Стокгольм, Швеция) с Симфоническим оркестром театра оперы и балета Санкт-Петербургской консерватории, в Словацкой государственной филармонии Кошице (Словакия).
- В 2014 году — концерты в Концертном зале им. П. И. Чайковского (Москва) с Вероникой Джиоевой и Государственным симфоническим оркестром «Новая Россия»; в Сава центре (Белград, Сербия) с Симфоническим оркестром радио и телевидения Сербии; в Музыкальной академии Ф. Листа (Будапешт, Венгрия) с Симфоническим оркестром Мишкольца; в Берлинской национальной библиотеке (Германия) с Камерным оркестром Новосибирской филармонии.
- В 2014 году — премьера мюзикла Ф. Лоу «Моя прекрасная леди» в Казанской государственной консерватории.
- В |2015 году — концерты в Аргентине с Национальным Симфоническим оркестром[англ.] и Филармоническим оркестром Мендосы; оперный гала-концерт в Будапеште (Венгрия) с Альбиной Шагимуратовой, Дмитрием Воропаевым[англ.] и MAV Symphony Orchestra.
- В 2015 году — премьеры проекта «Маленький принц» с А. Белым и оперы «Пиковая дама» П. И. Чайковского (Новосибирская государственная филармония).
- В 2016 году — премьера проектов «Алиса в Стране чудес» и «Сказки Грузии» («Состав крови») с Сергеем Чонишвили (Новосибирская государственная филармония).
- В 2016 году — концерты в Brucknerhaus Linz (Австрия)[3], в Филармонии Градца Кралове (Чехия), концерты Транссибирского арт-фестиваля.
- В 2016 году — главный дирижёр Фестиваля «Музыка на Неве»[4] (Санкт-Петербург).
- В 2016 году — открытие сезона Государственного камерного оркестра «Виртуозы Москвы» (Москва).
- В 2017 году — премьера оперетты И. Штрауса «Цыганский барон» в Казанской государственной консерватории.
- В 2017 году — художественный руководитель фестиваля «Пасхальный Петербург».

## Творческие контакты
Сотрудничает с филармоническими коллективами и музыкальными театрами Санкт-Петербурга, Москвы, Казани, Кисловодска, Новосибирска, Петрозаводска, Владикавказа, Ярославля, Самары, Германии, Чехии, Венгрии, Польши, Сербии, США, Аргентины, Японии.
Сотрудничал с Лучано Паваротти, М. Ростроповичtv, Р. Гальяно, Б. Тищенко, Тонино Гуэрра, Теодоро Ангелопулосом, Альбиной Шагимуратовой, Олесей Петровой, Архивная копия от 13 сентября 2017 на Wayback Machine Михаилом Петренко Архивная копия от 15 декабря 2021 на Wayback Machine, Василием Ладюком и др.

## Признание
- В 2001 «Премия общественного признания артиста», Калифорнии (США), за постановку оперы Ж. Бизе «Кармен»[7]
- В 2008 году Б. Тищенко посвятил свою Восьмую симфонию Алиму Шахмаметьеву[8]